# Вејланд (Ајова)
Вејланд (енгл. Wayland) град је у америчкој савезној држави Ајова. По попису становништва из 2010. у њему је живело 966 становника.

## Демографија
Према попису становништва из 2010. у граду је живело 966 становника, што је 21 (2,2%) становника више него 2000. године.
| Група             | 2000.       | 2010.       |
| Белци             | 929 (98,3%) | 921 (95,3%) |
| Афроамериканци    | 0 (0,0%)    | 11 (1,1%)   |
| Азијати           | 7 (0,7%)    | 9 (0,9%)    |
| Хиспаноамериканци | 1 (0,1%)    | 10 (1,0%)   |
| Укупно            | 945         | 966         |